# Kapsabet
Kapsabet è un centro abitato del Kenya, capoluogo della contea di Nandi. 

## Geografia
La cittadina si trova nella Rift Valley.